# Mitrastemon
Mitrastemonaceae é uma família de plantas angiospérmicas (plantas com flor - divisão Magnoliophyta), pertencente à ordem Ericales.
O grupo contém apenas um género, Mitrastemon, e duas espécies. As mitrastemonáceas, originárias da América Central e Sudeste Asiático, são parasitas das raizes de outras plantas, em geral fagáceas.